# Dwars door België 1957
La Dwars door België 1957, tredicesima edizione della corsa, si svolse dal 27 al 28 aprile su un percorso di 469 km ripartiti in 2 tappe (la 2 suddivisa in due semitappe), con partenza ed arrivo a Waregem. Fu vinta dal belga Noël Foré della squadra Groene Leeuw davanti ai connazionali Michel Van Aerde e André Noyelle.

## Tappe
| Tappa  | Data      | Percorso          | km  | Vincitore di tappa | Leader cl. generale |
| ------ | --------- | ----------------- | --- | ------------------ | ------------------- |
| 1ª     | 27 aprile | Waregem > Eisden  | 265 | Lucien Taillieu    |                     |
| 2ª-1ª  | 28 aprile | Eisden > Waregem  | 204 | André Noyelle      |                     |
| 2ª-2ª  | 28 aprile | Waregem > Waregem | 30  | Rene Mertens       | Noël Foré           |
| Totale | Totale    | Totale            | 469 |                    |                     |

## Dettagli delle tappe

### 1ª tappa
- 27 aprile: Waregem > Eisden – 265 km

| Pos. | Corridore       | Squadra      | Tempo    |
| ---- | --------------- | ------------ | -------- |
| 1    | Lucien Taillieu | Plume        | 7h02'18" |
| 2    | Roger Rosselle  | Groene Leeuw | a 2"     |
| 3    | Rene Mertens    | Groene Leeuw | s.t.     |

| Pos. | Corridore | Squadra | Tempo |
| ---- | --------- | ------- | ----- |

### 2ª tappa - 1ª semitappa
- 28 aprile: Eisden > Waregem – 204 km

| Pos. | Corridore       | Squadra      | Tempo    |
| ---- | --------------- | ------------ | -------- |
| 1    | André Noyelle   | Bertin       | 5h30'00" |
| 2    | Noël Foré       | Groene Leeuw | s.t.     |
| 3    | Roger Devoldere | Bertin       | s.t.     |

| Pos. | Corridore | Squadra | Tempo |
| ---- | --------- | ------- | ----- |

### 2ª tappa - 2ª semitappa
- 28 aprile: Waregem > Waregem – 30 km

| Pos. | Corridore      | Squadra      | Tempo  |
| ---- | -------------- | ------------ | ------ |
| 1    | Rene Mertens   | Groene Leeuw | 46'00" |
| 2    | Noël Foré      | Groene Leeuw | a 12"  |
| 3    | Roger Rosselle | Groene Leeuw | s.t.   |

| Pos. | Corridore        | Squadra      | Tempo |
| ---- | ---------------- | ------------ | ----- |
| 1    | Noël Foré        | Groene Leeuw |       |
| 2    | Michel Van Aerde | Mercier      |       |
| 3    | André Noyelle    | Bertin       |       |

## Classifiche finali

### Classifica generale
| Pos. | Corridore        | Squadra               | Tempo |
| ---- | ---------------- | --------------------- | ----- |
| 1    | Noël Foré        | Groene Leeuw          |       |
| 2    | Michel Van Aerde | Mercier-BP-Hutchinson |       |
| 3    | André Noyelle    | Bertin-The Dura       |       |
| 4    | Firmin Bral      | Plume-Vainquer-Regina |       |
| 5    | Marcel De Mulder | Groene Leeuw          |       |
| 6    | Willy Truye      | Mercier-BP-Hutchinson |       |
| 7    | Jozef Verhelst   | Faema-Guerra          |       |
| 8    | Rene Mertens     | Groene Leeuw          |       |
| 9    | Lucien Taillieu  | Plume-Vainquer-Regina |       |
| 10   | Roger Rosselle   | Groene Leeuw          |       |